# Kuźmince (rejon hajsyński)
Kuźmińce (ukr. Кузьминці) – wieś na Ukrainie w rejonie hajsyńskim, obwodu winnickiego, na wschodnim Podolu.
W czasach I Rzeczypospolitej wieś leżała w województwie bracławskim w prowincji małopolskiej Korony Królestwa Polskiego. W 1789 była prywatną wsią należącą do Bogdana Mikołaja Ostrowskiego. Odpadła od Polski w wyniku II rozbioru. Pod zaborami należała do Bonieckich.

## Pałac
- pałac i dwie oficyny wybudowane pod koniec XIX w. w stylu klasycystycznym przez Edwarda Fredro-Bonieckiego. Obiekt w środkowej części był dwukondygnacyjny[5]. Od frontu portyk z podwójnymi kolumnami po bokach podtrzymującymi trójkątny fronton. Obok pałacu angielski park[6].